# Electron carinatum
Momoto-pequeno ou udu-carenado (Electron carinatum) é uma espécie de ave da família Momotidae.
Pode ser encontrada nos seguintes países: Belize, Costa Rica, Guatemala, Honduras, México e Nicarágua. Os seus habitats naturais são: florestas subtropicais ou tropicais húmidas de baixa altitude e regiões subtropicais ou tropicais húmidas de alta altitude. Está ameaçada por perda de habitat.